# 152e brigade d'infanterie (Royaume-Uni)
La  152e brigade d'infanterie (en anglais 152nd Infantry Brigade)  est une brigade de la British Army (armée de terre britannique). Elle opéra entre autres lors de la bataille de Normandie en 1944.